# Gare de Prades - Molitg-les-Bains
Gare de Prades - Molitg-les-Bains – stacja kolejowa w Prades, w departamencie Pireneje Wschodnie, w regionie Oksytania, we Francji. Jest zarządzana przez SNCF (budynek dworca) i przez RFF (infrastruktura). Obsługuje również sąsiednią gminę Molitg-les-Bains.
Została otwarta w 1877 przez Éta, a w 1884 stacja stała się częścią Compagnie des chemins de fer du Midi et du Canal latéral à la Garonne. Stacja jest obsługiwana przez pociągi TER Languedoc-Roussillon.

## Położenie
Stacja znajduje się na linii Perpignan – Villefranche - Vernet-les-Bains, w km 507,297, pomiędzy stacjami Marquixanes i Ria, na wysokości 360 m n.p.m.

## Linie kolejowe
- Perpignan – Villefranche - Vernet-les-Bains